# Thermas dos Laranjais

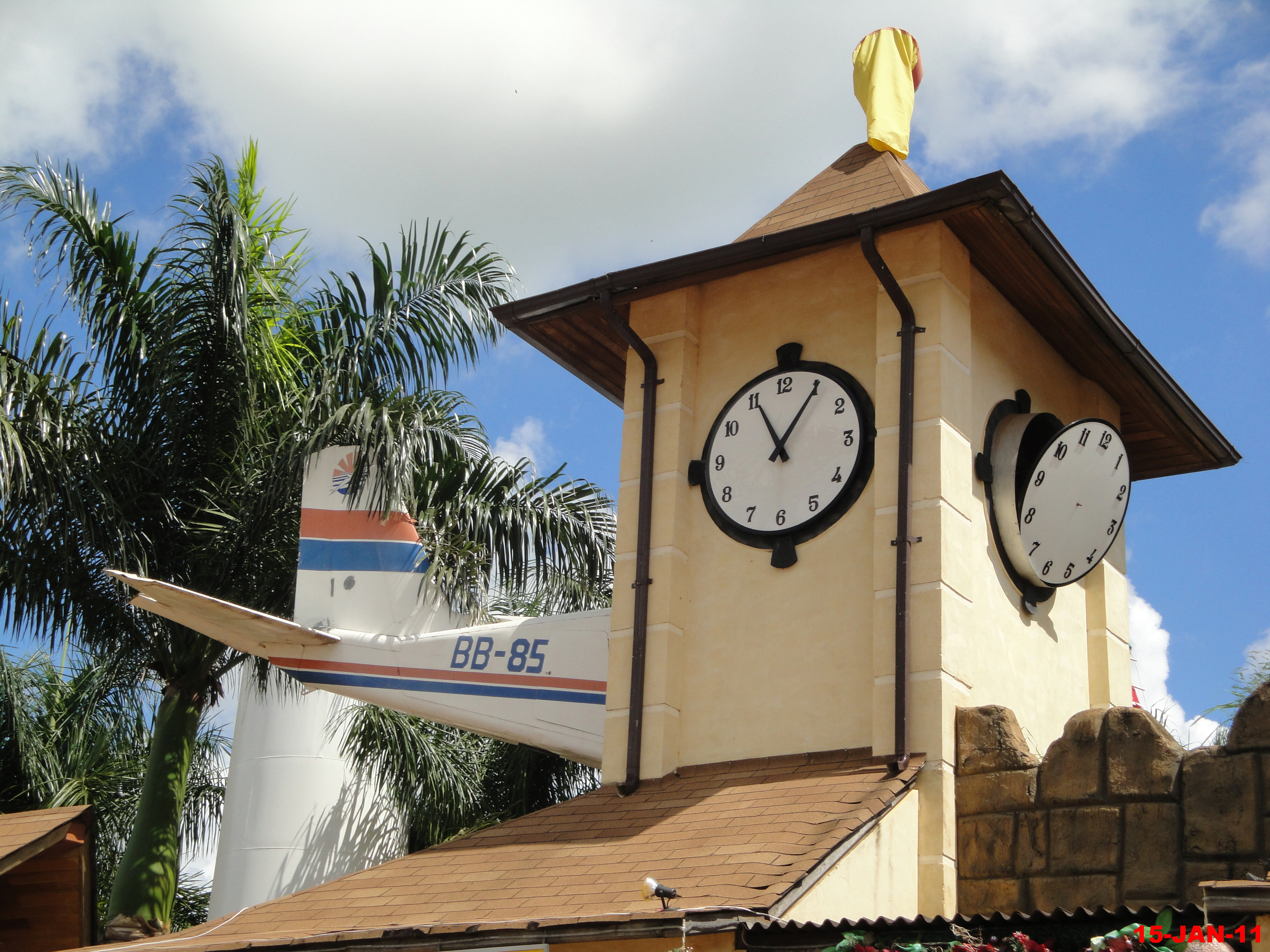
Entrada do parque

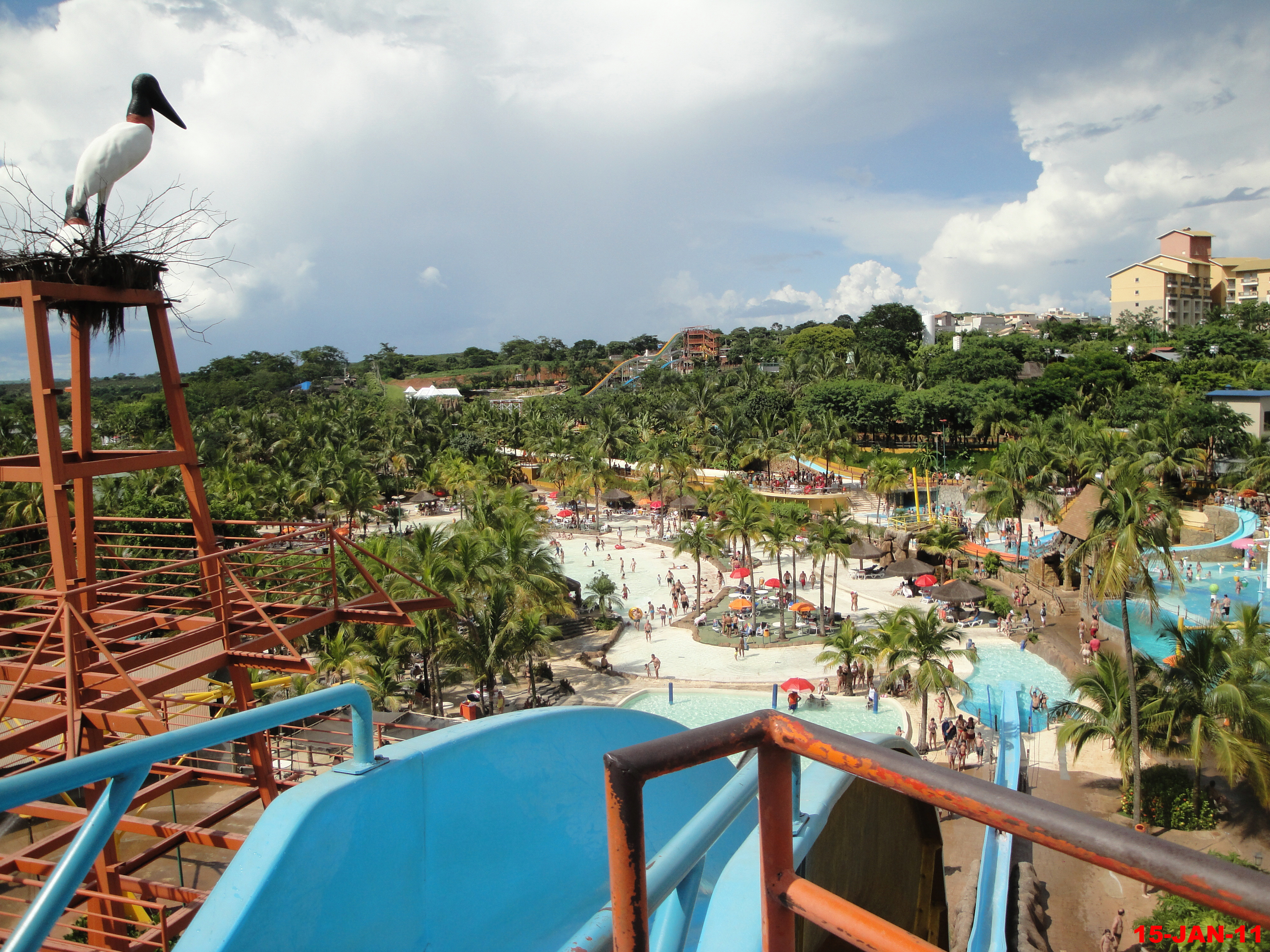
Vista a partir do toboágua

Thermas dos Laranjais é um parque aquático localizado no município de Olímpia, no interior de São Paulo, Brasil. É o parque aquático mais visitado do continente americano e o segundo no mundo (2023), com mais de dois milhões de visitantes anuais.
Em 2015, o parque também foi considerado o 11º melhor parque aquático do mundo pelos usuários do site TripAdvisor; em 2017, passou para a quinta posição. O turismo por águas termais em Olímpia movimenta 350 milhões de reais por ano.
Com mais de 260 mil metros quadrados, o Thermas dos Laranjais tem capacidade de receber cerca de 15 mil visitantes por dia e conta com mais de 50 atrações, como complexos de toboáguas, pista de surfe, piscina de ressurgência, piscinas de sonolências, rio lento de corredeira, parque infantil e duas praias artificiais.

## Controvérsias
Em 2015, o parque foi acusado pelo Departamento Nacional de Produção Mineral de retirar água do Aquífero Guarani sem autorização através de um poço aberto pela Petrobras em 1953. Na década de 1980, a prefeitura de Olímpia recebeu permissão da Petrobras para utilizar o poço e posteriormente cedeu-o ao empreendimento.
Em 21 de julho de 2015, o empresário Carlos Alberto Magon sofreu um acidente em um brinquedo no parque aquático, onde quebrou duas vértebras e ficou tetraplégico, após cair do brinquedo chamado “bolha gigante”. Uma pessoa pulou perto do homem e ele caiu da bolha, fraturando a coluna. O empresário foi socorrido e levado pelos funcionários do parque aquático até a Unidade de Pronto Atendimento de Olímpia. Em seguida, ele foi encaminhado para a Santa Casa local e logo transferido ao Hospital Austa, em São José do Rio Preto.